# 올라프 리예
올라프 리예(Olaf Rye, 1791년 11월 16일 노르웨이 뵈 ~ 1849년 7월 6일 덴마크 프레데리키아)는 노르웨이와 덴마크의 장군이다.
처음에는 노르웨이에서 군 복무를 했으나, 나중에 덴마크로 옮겼다. 그가 육군 소장으로 있었던 1849년 어느 날, 프레데리시아 전투(제1차 슐레스비히 전쟁의 일부)가 일어났는데, 슐레스비히-홀슈타인 군대에 용감하게 맞서 싸우다가 결국 전사했다. 사후 덴마크의 전쟁 영웅으로 칭송받았으며, 코펜하겐의 육군 요새에 있는 묘지에 묻혔다. 그의 형 요한 헨리크 리예는 노르웨이의 민간 공무원이자 정치인이었다.
그는 첫 스키 점프 선수로 알려져 있다. 1809년에 그는 스스로 다른 군인들 앞에서 공중으로 9.5 미터를 날아갔다. 그가 죽은 지 13년이 지난 1862년에 스키 점프 선수들은 훨씬 더 넓은 점프를 하고 더 오래 나갔다.

## 그의 이름이 새겨진 곳
- 덴마크 군의 코소보 치안담당부대는 올라프 리예 부대로 불린다.
- 노르웨이의 수도 오슬로에 있는 광장은 올라프 리예 광장으로 불린다.
- 노르웨이의 베르겐 거리에는 올라프 리예 거리가 있다.
- 노르웨이의 콩스베르크에는 리예 길이 있다.
- 덴마크의 오덴세에는 올라프 리예 거리가 있다.